# Got to Get You into My Life
Pistes de Revolver
I Want to Tell You Tomorrow Never Knows
Got to Get You into My Life est une chanson des Beatles, parue sur l'album Revolver le 5 août 1966 en Grande-Bretagne, et trois jours plus tard aux États-Unis. Elle est écrite par Paul McCartney, mais créditée Lennon/McCartney, comme toutes les chansons du groupe composées par lui et John Lennon, en collaboration ou non.

## Genèse et analyse
Les paroles de la chanson appellent un commentaire typique de John Lennon : « C'est encore Paul. Je trouve que c'est une de ses meilleures chansons parce que les paroles sont excellentes et je ne les ai pas écrites. Quand je dis qu'il pouvait écrire de vraies paroles quand il s'en donnait la peine, en voilà un exemple ». Et il avance, en se référant notamment aux mots « Another kind of mind/un autre état d'esprit » : « Ça décrit son expérience avec l'acide. Je crois que c'est de ça qu'il parle. ». Mais Paul McCartney rectifie : « En fait, c'est une chanson sur la marijuana ». Dans son livre Beatles '66: The Revolutionary Year, le journaliste musical et biographe Steve Turner (en) donne raison à Lennon.

## Enregistrement
En composant cette chanson, Paul McCartney s'inspire de la musique soul américaine, notamment celle des labels Stax et Motown. Ce sera donc le premier titre sur lequel les Beatles utiliseront des cuivres. Paul engage deux membres du Georgie Fame's Blue Flames: Eddie Thornton à la trompette et Peter Coe au saxophone ténor. Les autres musiciens, Ian Hamer et Les Condon aux trompettes et Alan Branscombe au second saxophone ténor sont des jazzmen de studio. Et comme l'auteur du titre l'explique : « on avait de chouettes joueurs de cuivres qui jouaient très fort des trucs très hauts, ils sont entrés dans l'esprit de la chanson. ».
La chanson est enregistrée dans les studios EMI à Abbey Road les 7, 8, 11 avril, 18 mai, 17 juin 1966, et mixée le 20 juin. Les cuivres sont ajoutés le 18 mai et le travail sur cette chanson se poursuit le 17 juin 1966.

### Interprètes
| The Beatles - John Lennon – guitare rythmique, chœurs - Paul McCartney – basse, chant, chœurs - George Harrison – guitare solo, chœurs - Ringo Starr – batterie | Musiciens additionnels - George Martin – orgue - Alan Branscombe – saxophone ténor - Peter Coe – saxophone ténor - Les Condon – trompette - Ian Hamer – trompette - Eddie Thornton – trompette |

### Équipe technique
- George Martin – producteur
- Geoff Emerick – ingénieur du son
- Phil McDonald – ingénieur du son

## Parutions
Avant dernière pièce de l'album Revolver, elle sera plus tard publiée, le 31 mai 1976, en face A d'un single américain, couplée à Helter Skelter, en conjonction à la sortie de l'album compilation Rock 'n' Roll Music dans laquelle la chanson apparaît. Le single atteint la 7e position du palmarès Billboard et la seconde place au Canada. Une version promotionnelle couplant les versions stéréo et mono sur le même 45 tours a aussi été publié et est aujourd'hui une pièce de collection rarissime. Une prise alternative est aussi présente sur Anthology 2 paru en 1996. Trois prises alternatives sont incluses dans la réédition Super Deluxe de l'album Revolver en 2022.
En 2022, la chanson est demixée avec l'aide d'une nouvelle technologie basée sur l'intelligence artificielle servant à isoler les différents sons enregistrés, développée par l'équipe de Peter Jackson pour le documentaire The Beatles: Get Back, et remixée par Giles Martin pour la réédition de l'album Revolver. Elle sera aussi incluse dans la compilation élargie de The Beatles 1962–1966.

## Version d'Earth, Wind and Fire
Singles de Earth, Wind and Fire
Magic Mind
(1978) September
(1978)
Une reprise de Got to Get You into My Life enregistrée par le groupe américain Earth, Wind and Fire est sortie comme single le 14 juillet 1978 par Columbia Records. Elle est incluse dans la compilation The Best of Earth, Wind & Fire, Vol. 1 et la bande originale du film Sgt. Pepper's Lonely Hearts Club Band.

### Accueil
Le New York Daily News a qualifié la version de Earth, Wind and Fire de Got To Get You into My Life de « très cool ». AllMusic a qualifié la chanson de « belle reprise ». Dans le magazine Cash Box la version d'Earth, Wind and Fire est qualifiée d'« interprétation innovante ». Le site Treble a placé cette version à la 34e place dans sa liste des « 100 meilleures reprises ». Record World a déclaré que « les arrangements vocaux et instrumentaux caractéristiques de Maurice White donnent plus de vie à ce disque », faisant référence à son inclusion dans la bande originale du film Sgt. Pepper's Lonely Hearts Club Band.
La version d'Earth, Wind and Fire a atteint la première place du Billboard Hot Soul Singles et la neuvième place du Hot 100. La chanson a également atteint la 33e place du UK Singles Chart. Le single est également été certifié or aux États-Unis par la Recording Industry Association of America.

### Récompenses
La chanson Got to Get You into My Life a remporté un Grammy Award dans la catégorie du « meilleur arrangement instrumental accompagnant un ou plusieurs chanteurs ». Elle a également été nommée dans la catégorie « meilleure prestation vocale pop par un duo ou un groupe ».

### Liste des titres
| A. | Got to Get You into My Life | 4:08 |
| B. | I'll Write a Song for You   | 5:28 |

### Classements
| Classement (1978)                  | Meilleure position |
| ---------------------------------- | ------------------ |
| Canada (Adult Contemporary Tracks) | 29                 |
| États-Unis (Hot 100)               | 9                  |
| États-Unis (Hot Soul Singles)      | 1                  |
| États-Unis (Easy Listening)        | 30                 |
| Nouvelle-Zélande (RMNZ)            | 20                 |
| Pays-Bas (Nationale Hitparade)     | 33                 |
| Royaume-Uni (UK Singles Chart)     | 33                 |

| Classement (1978)             | Position |
| ----------------------------- | -------- |
| États-Unis (Hot Soul Singles) | 38       |

### Certifications
| Région                                | Certification | Ventes/Streams |
| ------------------------------------- | ------------- | -------------- |
| États-Unis (RIAA)                     | Or            | 1 000 000^     |
| ^Mise en rayon selon la certification |               |                |

## Autres reprises
Enregistrée en anglais (sauf mentions contraires) par : 
- Cliff Bennett and the Rebel Rousers
- Blood, Sweat and Tears
- Booker T. & the M.G.'s
- Chicago
- Ella Fitzgerald
- The Four Tops
- Johnny Hallyday (en français : Je veux te graver dans ma vie)
- Daniel Johnston
- Paul McCartney
- Carmen McRae
- Tom Jones
- Les Enfoirés 2012 (en français)
- Koritni
- Glee Cast 2013